# فرد ن. كامينغز
فرد ن. كامينغز هو محامي وسياسي أمريكي، ولد في 18 سبتمبر 1864 في غروفيتون في الولايات المتحدة، وتوفي في 10 نوفمبر 1952 في فورت كولنز في الولايات المتحدة. نشط حزبياً في الحزب الديمقراطي. وقد انتخب عضو مجلس النواب الأمريكي ‏.